# Hermann Kern

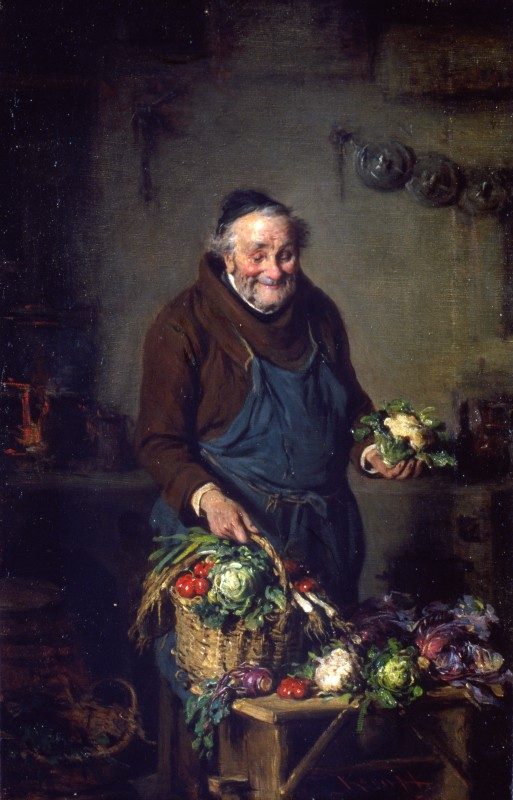
Il frate in cucina, 1880 (Fondazione Cariplo)

Hermann Kern (Liptóújvár, 1838 – Maria Enzersdorf, 1912) è stato un pittore austro-ungarico.

## Biografia
Si forma in Ungheria, a Pest, e in seguito nei maggiori centri della cultura mitteleuropea. Si dedica all'esecuzione di ritratti e scene di genere, con interni domestici e occupazioni popolari spesso riprodotte in innumerevoli varianti, destinati ad un ampio mercato. Nel 1880 si trasferisce a Vienna dove ottiene prestigiose commissioni dalla corte asburgica.